# Norbert Rózsa
Norbert Rózsa (n. 9 februarie 1972, Dombóvár, Tolna, Ungaria) este un înotător maghiar, medaliat olimpic. A participat la 3 ediții ale Jocurilor Olimpice (1992, 1996, 2000) în care a câștigat o medalie de aur și două medalii de argint.